# テウデリク3世 (フランク王)
テウデリク3世（Theuderic III, 654年 - 691年）は、メロヴィング朝の8代目の国王（在位：679年 - 691年）。

## 生涯
クローヴィス2世とバルティルドの末息子。673年宮宰のエブロインはクロタール3世が没したため、彼を擁立しようとしたが、失敗しキルデリク2世が擁立された。
キルデリク2世が675年に亡くなりネウストリア王国の国王に就任した。さらに679年にアウストラシア王国の国王であるダゴベルト2世が暗殺されたが、ネウストリア宮宰エブロイン率いる軍は、アウストラシア宮廷の実力者ピピン家のピピン2世とマルティヌスを破り、テウデリク3世がアウストラシアも手中におさめ、全フランクの国王となった。

## 家族
彼の妻はアンゼギゼルとベッガ（宮宰ピピン1世の娘）の娘・クロティルダである。この二人の結婚でメロヴィング家とカロリング家が姻戚関係となった。以下の子女がいた。
- クローヴィス4世（682年 - 695年） - フランク王（691年 - 695年）
- キルデベルト3世（683年 - 711年） - フランク王（695年 - 711年）[4]
- クロタール4世（? - 719年） - アウストラシア王（718年 - 719年）- 疑義あり。

また、以下の人物がテウデリク3世の子女とも考えられている。
- クローヴィス3世 - クロタール3世の子ともされる[5][6]。また一説にクローヴィス2世の子とも。メロヴィング家の血筋ではなかった可能性も指摘されている。
- ベルトラード（ベルトラダ）（en）[7] - 彼女の孫娘であるベルトラード（ベルトラダ）はピピン3世の妻となり、カール大帝を筆頭に、カールマン（751年 - 771年）、ピピン（756年 - 762年）、ギゼラ（757年 - 811年）、ベルト、ロタイド、アデライドの7人の子女を儲けた。彼女をテウデリク3世の娘とするならば、カール大帝及びその子孫達は女系ながらメロヴィング朝の血を引くことになり、751年のキルデリク3世廃位によるメロヴィング朝の断絶以後もメロヴィング家の血筋自体は後世に存続したことになる。但し、現在ではピピン3世とベルトラダの結婚は744年以降と考えられており、一般的にカール大帝は742年生まれとされていることからカール大帝がベルトラダ所生であることに疑問を挟む学者もおり、カール大帝がピピン3世とベルトラダ本人、もしくはベルトラダ以外の女性の間に生まれた婚前子（私生児、私生子）である可能性は否定できない。一説には「ペトーの年代記」に記された747年又は748年をカール大帝の正しい生年だと唱えられてはいる。この場合、ピピン3世とベルトラダの結婚年に744年説を採用するならば上記の矛盾は解消されることになる。もっとも、「フランク王国年代記」や「サンベルタン年代記」はピピン3世とベルトラダの結婚を748年又は749年としており、やはりカール大帝には出生の疑惑が付きまとうこととなる。カール大帝に仕え、「カール大帝伝」を記したアインハルトは「カールの出生については公表されておらず、もはや知るものも残っておらず、それを書き記すことは不適切だ」としてカールの出生について沈黙を貫いてることもこの疑惑を一層拡大させている。カール大帝がピピン3世の私生児であるとすれば、カール大帝の血を引く子孫・後裔・末裔にメロヴィング家（メロヴィング朝）の血筋は流れていないことになる。ベルトラダ所生の子女で確実なのはカールマン、ピピン、ギゼラ、ベルト、ロタイド、アデライドの6人である。